# Handball-Bundesliga (mannen) 2020/21
De Handball-Bundesliga 2020/21 (volledige naam naar hoofdsponsor Liqui Moly Handball-Bundesliga 2020/21) is het 55e seizoen van de hoogste Duitsehandbalcompetitie voor herenteams.
Het seizoen begon op 1 oktober 2020 en eindigt op 30 juni 2021.
Vanwege de coronacrisis in Duitsland waren de degradatieregeling stil gezet voor het seizoen 2019/2020. Hierdoor bleven de 18 teams van het seizoen 2019/20 intact. De competitie werd wel aangevuld met HSC 2000 Coburg en TUSEM Essen. Hierdoor werd competitie tijdelijk uitgebreid naar 20 teams. In 2001/2002 was het voor het laatst dat er met 20 teams werd gespeeld in de Handball-Bundesliga.

## Gevolgen van de coronacrisis
Vanwege de coronapandemie werd het vorige seizoen 2019/20 werd THW Kiel kampioen. De Handball-Bundesliga heeft vervolgens besloten om de twee onderste teams niet te laten degraderen en de twee bovenste teams van de 2. Bundesliga wel te laten promoveren. Hierdoor wordt dit seizoen afgewerkt met twintig in plaats van achttien teams. Om het volgende seizoen weer met achttien teams te spelen, zullen de nummer 17, 18, 19 en 20 van de ranglijst rechtstreeks degraderen naar de 2. Handball-Bundesliga.

## Competitieopzet
- In de Bundesliga komen 20 teams uit die in 30 rondes uit- en thuiswedstrijden spelen.
  - Een gewonnen wedstrijd levert 2 punten op, een gelijkspel levert 1 punt op en een verloren wedstrijd levert 0 punten op.
  - De ranglijst bepaalt de eindrangschikking. Er worden geen play-offs gespeeld om het kampioenschap.
  - De winnaar van de Bundesliga is Duits kampioen.
  - De nummer 17, 18, 19 en 20 van de ranglijst degraderen naar de 2. Bundesliga.
  - Bij een gelijk aantal punten is het doelsaldo beslissend. Indien het doelsaldo gelijk is wordt er gekeken naar het onderlinge resultaat.
  - De kampioen en de runner up kwalificeert zich voor de EHF Champions League.
  - De Duitse bekerwinnaar, evenals het tweede en derde geklasseerde team kwalificeren zich voor de European League (EL). Indien de EHF een extra team toelaat tot de EL, wordt dit ticket vergeven aan het volgende best geklasseerde team van de ranglijst.
  - Indien de bekerwinnaar teven Duits kampioen is geworden, kwalificeert de verliezend bekerfinalist zich voor de European Handball League.
  - De wedstrijden op doordeweekse dagen moeten aanvangen tussen 18:00 uur en 20:00 uur, op zaterdagen tussen 15:00 uur en 20:00 en op zondagen tussen 14:00 uur en 16:30 uur. In samenspraak met de tegenstander mag hiervan worden afgeweken.

## Teams
| Ploeg                    | Plaats                        | Deelstaat           | Trainer                       | Hal                               |
| ------------------------ | ----------------------------- | ------------------- | ----------------------------- | --------------------------------- |
| Bergischer HC            | Wuppertal Solingen Düsseldorf | Noordrijn-Westfalen | Sebastian Hinze               | Uni-Halle Klingenhalle ISS Dome   |
| Die Eulen Ludwigshafen   | Ludwigshafen                  | Rijnland-Palts      | Benjamin Matschke             | Friedrich-Ebert-Halle             |
| Frisch Auf! Göppingen    | Göppingen                     | Baden-Württemberg   | Hartmut Mayerhoffer           | EWS Arena                         |
| Füchse Berlin            | Berlijn                       | Berlijn             | Jaron Siewert                 | Max-Schmeling-Halle               |
| GWD Minden               | Minden                        | Noordrijn-Westfalen | Frank Carstens                | Kempa-Halle                       |
| HBW Balingen-Weilstetten | Balingen                      | Baden-Württemberg   | Jens Bürkle                   | Sparkassen-Arena                  |
| HC Erlangen              | Neurenberg                    | Beieren             | Michael Haaß                  | Arena Nürnberger Versicherung     |
| HSC 2000 Coburg          | Coburg                        | Beieren             | Alois Mráz                    | HUK-COBURG arena                  |
| HSG Nordhorn-Lingen      | Nordhorn                      | Nedersaksen         | Daniel Kubeš                  | Euregium EmslandArena             |
| HSG Wetzlar              | Wetzlar                       | Nedersaksen         | Kai Wandschneider             | Rittal Arena Wetzlar              |
| MT Melsungen             | Melsungen                     | Hessen              | Guðmundur Guðmundsson         | Rothenbach-Halle                  |
| Rhein-Neckar Löwen       | Mannheim                      | Baden-Württemberg   | Martin Schwalb                | SAP Arena                         |
| SC DHfK Leipzig          | Leipzig                       | Saksen              | André Haber                   | Arena Leipzig                     |
| SC Magdeburg             | Maagdenburg                   | Saksen-Anhalt       | Bennet Wiegert Tomas Svensson | GETEC Arena                       |
| SG Flensburg-Handewitt   | Flensburg                     | Sleeswijk-Holstein  | Maik Machulla                 | Flens-Arena                       |
| TBV Lemgo                | Lemgo                         | Noordrijn-Westfalen | Florian Kehrmann              | Lipperlandhalle                   |
| THW Kiel                 | Kiel                          | Sleeswijk-Holstein  | Filip Jícha                   | Wunderino Arena                   |
| TSV Hannover-Burgdorf    | Hannover                      | Nedersaksen         | Antonio Carlos Ortega         | TUI Arena Swiss Life Hall         |
| TUSEM Essen              | Essen                         | Noordrijn-Westfalen | Jamal Naji                    | Sportpark Am Hallo                |
| TVB 1898 Stuttgart       | Stuttgart                     | Baden-Württemberg   | Jürgen Schweikardt            | Scharrena Stuttgart Porsche-Arena |

## Stand
| Pos | Club                     | Wed | W  | G | V  | Ptn | DV   | DT   | +/−  |
| --- | ------------------------ | --- | -- | - | -- | --- | ---- | ---- | ---- |
| 1.  | THW Kiel                 | 38  | 33 | 2 | 3  | 68  | 1212 | 999  | +213 |
| 2.  | SG Flensburg-Handewitt   | 38  | 32 | 4 | 2  | 68  | 1175 | 998  | +177 |
| 3.  | SC Magdeburg             | 38  | 25 | 3 | 10 | 53  | 1151 | 1013 | +138 |
| 4.  | Füchse Berlin            | 38  | 25 | 2 | 11 | 52  | 1093 | 1003 | +90  |
| 5.  | Rhein-Neckar Löwen       | 38  | 23 | 4 | 11 | 50  | 1116 | 1023 | +93  |
| 6.  | SC DHfK Leipzig          | 38  | 19 | 4 | 15 | 42  | 1017 | 1019 | −2   |
| 7.  | Frisch Auf! Göppingen    | 38  | 18 | 6 | 14 | 42  | 1055 | 1046 | +9   |
| 8.  | MT Melsungen             | 38  | 19 | 3 | 16 | 41  | 1062 | 1062 | 0    |
| 9.  | TBV Lemgo                | 38  | 18 | 5 | 15 | 41  | 1043 | 1056 | −13  |
| 10. | HSG Wetzlar              | 38  | 18 | 5 | 15 | 41  | 1078 | 1034 | +44  |
| 11. | TSV Hannover-Burgdorf    | 38  | 15 | 6 | 17 | 36  | 1032 | 1034 | −2   |
| 12. | Bergischer HC            | 38  | 16 | 3 | 19 | 35  | 1037 | 1019 | +18  |
| 13. | HC Erlangen              | 38  | 15 | 4 | 19 | 34  | 1038 | 1051 | −13  |
| 14. | TVB 1898 Stuttgart       | 38  | 14 | 4 | 20 | 32  | 1019 | 1075 | −56  |
| 15. | HBW Balingen-Weilstetten | 38  | 13 | 3 | 22 | 29  | 1023 | 1100 | −77  |
| 16. | GWD Minden               | 38  | 10 | 8 | 20 | 28  | 989  | 1051 | −62  |
| 17. | Die Eulen Ludwigshafen   | 38  | 10 | 5 | 23 | 25  | 927  | 1018 | −91  |
| 18. | HSG Nordhorn-Lingen      | 38  | 7  | 3 | 28 | 17  | 964  | 1112 | −148 |
| 20. | TUSEM Essen              | 38  | 7  | 1 | 30 | 15  | 1013 | 1142 | −129 |
| 21. | HSC 2000 Coburg          | 38  | 4  | 3 | 31 | 11  | 968  | 1157 | −189 |

| Kleur | Kwalificatie voor                                                    |
| ----- | -------------------------------------------------------------------- |
| 0     | Landskampioen van Duitsland, gekwalificeerd voor de Champions League |
| 0     | Gekwalificeerd voor de Champions League                              |
| 0     | Gekwalificeerd voor de European League                               |
| 0     | Bekerwinnaar, gekwalificeerd voor de European League                 |
| 0     | Degradeert naar de 2. Handball-Bundesliga                            |

## Uitslagen
| Thuis ╲ Uit              | BHC   | LUD   | FAG   | BER   | GWD   | HBW   | HCE   | COB   | NOL   | WET   | MTM   | RNL   | LIE   | SCM   | SGF   | TBV   | THW   | HAN   | TUE   | TVB   |
| ------------------------ | ----- | ----- | ----- | ----- | ----- | ----- | ----- | ----- | ----- | ----- | ----- | ----- | ----- | ----- | ----- | ----- | ----- | ----- | ----- | ----- |
| HBW Balingen-Weilstetten |       | 27–25 | 19–28 | 28–30 | 34–26 | 24–29 | 31–28 | 25–32 | 26–27 | 30–31 | 30–26 | 22–33 | 20–20 | 25–26 | 26–39 | 23–25 | 29–29 | 35–24 | 32–30 | 30–28 |
| Bergischer HC            | 30–22 |       | 29–32 | 30–31 | 28–24 | 29–25 | 35–29 | 25–30 | 28–19 | 29–28 | 27–23 | 27–32 | 29–30 | 33–26 | 21–25 | 23–25 | 25–24 | 25–25 | 26–28 | 20–22 |
| Füchse Berlin            | 36–30 | 29–27 |       | 31–25 | 32–20 | 30–22 | 30–23 | 29–33 | 28–21 | 34–27 | 31–27 | 26–28 | 27–28 | 30–24 | 22–32 | 32–30 | 28–25 | 29–25 | 23–29 | 35–28 |
| TVB 1898 Stuttgart       | 27–23 | 26–30 | 25–28 |       | 23–29 | 25–27 | 31–23 | 30–32 | 26–29 | 28–26 | 31–26 | 27–34 | 30–24 | 26–26 | 22–32 | 26–26 | 30–26 | 36–24 | 32–28 | 24–31 |
| HSC 2000 Coburg          | 27–27 | 24–27 | 25–32 | 28–26 |       | 27–26 | 31–32 | 25–29 | 23–23 | 21–29 | 26–33 | 32–37 | 22–29 | 23–27 | 26–28 | 25–30 | 24–28 | 26–29 | 28–31 | 30–30 |
| HC Erlangen              | 32–34 | 20–25 | 30–27 | 34–25 | 33–28 |       | 29–24 | 26–27 | 19–24 | 31–28 | 21–21 | 25–31 | 30–22 | 31–35 | 30–28 | 31–21 | 21–21 | 35–29 | 0–26  | 28–36 |
| TUSEM Essen              | 33–27 | 22–32 | 23–24 | 27–20 | 29–27 | 20–26 |       | 28–29 | 27–29 | 28–32 | 26–26 | 27–31 | 24–26 | 37–39 | 26–31 | 28–35 | 29–20 | 26–33 | 23–33 | 29–36 |
| SG Flensburg-Handewitt   | 38–26 | 29–22 | 29–33 | 34–30 | 32–22 | 33–23 | 35–28 |       | 35–29 | 30–23 | 28–24 | 31–28 | 29–23 | 27–27 | 33–30 | 36–20 | 29–24 | 33–26 | 26–26 | 32–24 |
| Die Eulen Ludwigshafen   | 27–22 | 28–22 | 23–34 | 28–24 | 22–19 | 26–30 | 25–26 | 20–29 |       | 25–27 | 26–27 | 20–29 | 27–27 | 24–25 | 22–28 | 27–30 | 30–24 | 26–28 | 24–26 | 27–27 |
| Frisch Auf Göppingen     | 28–23 | 26–26 | 25–24 | 27–17 | 37–29 | 27–27 | 35–27 | 28–28 | 24–22 |       | 31–24 | 28–31 | 30–33 | 28–28 | 21–29 | 23–30 | 33–29 | 26–26 | 34–32 | 33–30 |
| TSV Hannover-Burgdorf    | 25–29 | 30–30 | 27–27 | 23–23 | 27–23 | 27–26 | 30–26 | 26–33 | 25–28 | 31–25 |       | 29–35 | 31–28 | 31–23 | 27–29 | 31–23 | 26–25 | 31–22 | 36–30 | 25–24 |
| THW Kiel                 | 38–34 | 33–30 | 32–26 | 33–28 | 41–26 | 36–30 | 37–25 | 29–21 | 29–19 | 31–23 | 34–31 |       | 31–21 | 33–23 | 24–24 | 29–28 | 41–26 | 32–22 | 32–23 | 31–21 |
| SC DHfK Leipzig          | 26–18 | 27–25 | 24–24 | 23–25 | 35–29 | 30–25 | 26–23 | 24–29 | 27–19 | 22–25 | 29–26 | 26–33 |       | 32–32 | 33–29 | 29–33 | 24–21 | 24–21 | 26–33 | 32–28 |
| TBV Lemgo                | 26–32 | 31–23 | 23–29 | 35–29 | 33–26 | 24–23 | 31–23 | 22–33 | 24–22 | 26–26 | 24–26 | 25–30 | 28–23 |       | 32–27 | 28–30 | 29–27 | 36–29 | 28–23 | 28–27 |
| SC Magdeburg             | 26–28 | 27–31 | 29–24 | 29–30 | 42–22 | 36–26 | 34–28 | 29–32 | 37–29 | 28–22 | 33–25 | 34–33 | 33–34 | 30–28 |       | 31–27 | 29–28 | 28–20 | 31–33 | 27–27 |
| MT Melsungen             | 24–25 | 32–31 | 32–35 | 28–30 | 27–32 | 31–29 | 35–31 | 30–32 | 25–23 | 31–23 | 20–28 | 26–32 | 31–28 | 27–21 | 24–27 |       | 24–24 | 33–28 | 25–26 | 30–28 |
| GWD Minden               | 20–27 | 29–36 | 31–26 | 27–27 | 30–21 | 30–29 | 30–29 | 28–29 | 24–24 | 24–23 | 28–27 | 30–35 | 23–20 | 28–23 | 25–35 | 30–30 |       | 27–27 | 26–26 | 24–29 |
| HSG Nordhorn-Lingen      | 29–27 | 26–31 | 20–25 | 26–29 | 28–26 | 30–31 | 22–19 | 28–38 | 27–24 | 20–29 | 20–22 | 29–35 | 24–28 | 25–32 | 26–33 | 21–29 | 20–22 |       | 24–29 | 29–30 |
| Rhein-Neckar Löwen       | 36–27 | 24–23 | 24–27 | 30–20 | 39–24 | 26–30 | 33–27 | 31–31 | 31–27 | 31–32 | 33–28 | 25–25 | 23–28 | 26–18 | 22–27 | 31–22 | 29–27 | 30–26 |       | 37–24 |
| HSG Wetzlar              | 36–26 | 30–22 | 29–27 | 30–25 | 31–22 | 28–28 | 26–30 | 27–29 | 29–11 | 31–32 | 26–24 | 31–22 | 29–26 | 21–27 | 24–24 | 25–33 | 28–25 | 35–26 | 34–32 |       |

## Topscoorder
| #   | Goal  | Vlag van onbekend gebied | Player              | Club                   |
| --- | ----- | ------------------------ | ------------------- | ---------------------- |
| 010 | 02740 | 0                        | Ómar Ingi Magnússon | SC Magdeburg           |
| 02  | 0270  | 0                        | Marcel Schiller     | Frisch Auf Göppingen   |
| 03  | 0254  | 0                        | Bjarki Már Elísson  | TBV Lemgo              |
| 04  | 0235  | 0                        | Robert Weber        | HSG Nordhorn-Lingen    |
| 05  | 02300 | 0                        | Hampus Wanne        | SG Flensburg-Handewitt |
| 06  | 0230  | 0                        | Viggó Kristjánsson  | TVB 1898 Stuttgart     |
| 07  | 0211  | 0                        | Julius Kühn         | MT Melsungen           |
| 08  | 0205  | 0                        | Niclas Ekberg       | THW Kiel               |
| 09  | 0204  | 0                        | Florian Billek      | HSC 2000 Coburg        |
| 010 | 0197  | 0                        | Hans Lindberg       | Füchse Berlin          |